# ماشتورن
ماشتورن (به آلمانی: Masthorn) یک شهر در آلمان است که در بیتبورگ-پروم واقع شده‌است.